# Anne-Marie Rivier
Svatá Anne-Marie Rivier (doma známa jako Marinette; 19. prosince 1768, Montpezat-sous-Bauzon - 3. února 1838, Bourg-Saint-Andéol) byla francouzská římskokatolická řeholnice a zakladatelka Kongregace Uvedení přesvaté Bohorodice do chrámu.

## Život
Narodila se 19. prosince 1768 v Montpezat-sous-Bauzon v departementu Ardèche. Když jí bylo něco přes rok, při nehodě si zlomila kyčel a nemohla chodit. Každý den po dobu čtyř let chodívala se svou velmi zbožnou matkou do místní katolické svatyně kde se dlouhou dobu modlily před Pietou. Dne 8. září 1774 zjistila že může s pomocí berel chodit. Vše bylo bráno jako zázrak a její matka to připisovala Panně Marii.
Když jí bylo 17 let, požádala o vstup k Sestrám Notre Dame v Pradelles ale byla odmítnuta kvůli jejímu špatnému fyzickému zdraví. To jí ale neodradilo, následující rok si založila školu ve svém rodném městě. Se svými spolupracovníky navštěvovala nemocné a otevřela místnost pro mládež, kde se chodívaly bavit.
Zanedlouho národ zažil traumatickou Velkou francouzskou revoluci; všechny řády a kongregace byli zrušeny a byly zakázány všechny náboženské obřady a veřejné vyznání víry. Nicméně ona si držel pevnou víru v Krista; stále vyučovala o Bibli, Ježíši a o svatých.
Roku 1794 revoluční orgány zabavily budovu školy a Anne se přestěhovala se svými společníky do města Thueyts, kde se jim dostalo podpory od otce Luigiho Pontaniera, který byl členem Společnosti svatého Sulpicia. V podkroví školy dne 21. listopadu 1796 (svátek Uvedení přesvaté Bohorodice do chrámu) se ona a čtyři ženy zasvětily Bohu. Nově vzniklá skupina se zavázala k práci se sirotky a navštěvování lidí v domovech. Do dalšího roku se skupina rozrostla na dvanáct členů. Byly sepsány prozatímní stanovy které byly schváleny místním biskupem a 21. listopadu 1797 složily své věčné sliby. Tím byla založena Kongregace Uvedení přesvaté Bohorodice do chrámu.
Roku 1810 měly sestry 46 komunit stejně jako noviciátů. Vzhledem k přibývání sester byl mateřský dům přemístěn do větších prostor v Bourg-Saint-Andéol. Roku 1820 měli 88 domů v 8 diecézích.
Zemřela 3. února 1838 ve věku 70 let. V čase její smrti měla kongregace více než 300 sester v 141 domech v 15 diecézích. Při své smrti řekla: "Mé dcery, jednoho dne překročíme moře." Dnes existuje více než 3 000 sester po celém světě.

## Blahořečení a svatořečení
Proces blahořečení byl zahájen v 19. století v diecézi Viviers. Dne 13. června 1890 jí papež Lev XIII. prohlásil za ctihodnou. Blahořečena byla 23. května 1982 papežem sv. Janem Pavlem II. Dne 15. května 2022 ji papež František spolu s několika dalšími světci na Svatopetrském náměstí svatořečil.